# باکولی
باکولی (به ایتالیایی: Bacoli) یک کومونه در ایتالیا است که در استان ناپل واقع شده‌است.

## خصوصیات
باکولی ۱۳٫۳ کیلومترمربع مساحت و ۲۷٬۴۰۲ نفر جمعیت دارد و ۳۰ متر بالاتر از سطح دریا واقع شده‌است.